# Taizong de Tang
Li Shimin, Taizong ou T'ai-tsung (Wugong County, 28 de janeiro de 598 — Hangfeng Hall, 10 de julho de 649) foi o segundo imperador da dinastia Tang da China. Na campanha de seu pai em contra da dinastia Sui, Li Shimin foi o encarregado da conquista da capital deste Luoyang.

## Vida
Foi o segundo imperador da dinastia Tang da China, governando de 626 a 649. Ele é tradicionalmente considerado um co-fundador da dinastia por seu papel em encorajar Li Yuan, seu pai, a se rebelar contra a dinastia Sui em Jinyang em 617. Taizong posteriormente desempenhou um papel fundamental na derrota de vários dos oponentes mais perigosos da dinastia e solidificou seu domínio sobre a China.
Taizong é normalmente considerado um dos maiores imperadores da história da China e, a partir de então, seu reinado passou a ser considerado o modelo exemplar pelo qual todos os futuros imperadores foram avaliados. Sua era, o "Reinado de Zhenguan chinês tradicional: 貞觀之治, pinyin: Zhēnguàn Zhī Zhì", é considerada uma idade de ouro na história chinesa antiga e foi tratada como material de estudo obrigatório para futuros príncipes herdeiros. Taizong continuou a desenvolver sistemas de exames imperiais. Ele pediu a seus oficiais que se tornassem leais às políticas, não às pessoas, a fim de eliminar a corrupção. Por mais de um século após sua morte, a China desfrutou da prosperidade e da paz proporcionadas pela solidificação da proteção imperial sobre as regiões chinesas. Em extensão territorial, cobria a maioria dos territórios anteriormente detidos pela dinastia Han e partes da Coréia moderna, Vietnã, Xinjiang e regiões da Ásia Central. Essa era de consolidação e conquista lançou as bases para o reinado de Xuanzong, considerado o auge da dinastia Tang.
Em 630, o imperador Taizong enviou seu general Li Jing contra os turcos orientais, derrotando e capturando seu Jiali Khan Ashina Duobi e destruindo seu poder. Isso fez de Tang a potência dominante na Ásia Oriental e Central, e o Imperador Taizong posteriormente assumiu o título de Tengeri Qaghan chinês: 天可汗, pinyin: Tiān Kěhán, Wade–Giles: 'T'ien K'ehan', "Tenger Khan" ou o Deus como Imperador). Ele também lançou uma série de campanhas contra os estados oásis da Bacia do Tarim, e contra os exércitos de seu principal aliado, os turcos ocidentais. Durante seu reinado, os exércitos Tang anexaram Karakhoja em 640, Karasahr em 644 e Kucha em 648. Eventualmente, o Tang derrotou e anexou o khaganato Gokturk Ocidental depois que Su Dingfang derrotou Qaghan Ashina Helu em 657.
Ao contrário de grande parte da nobreza de seu tempo, o imperador Taizong era um franco racionalista e estudioso da lógica e da razão científica, desprezando abertamente as superstições e alegações de sinais dos céus. Ele também modificou ritos importantes para aliviar o fardo do trabalho agrícola. O historiador chinês moderno Bo Yang opinou que o imperador Taizong alcançou a grandeza ao suportar críticas que outros achariam difícil de aceitar enquanto tentavam não abusar de seu poder absoluto (usando o imperador Sui Yangdi como um exemplo negativo), bem como através de seu emprego de chanceleres competentes, como Fang Xuanling, Du Ruhui e Wei Zheng. Esposa do imperador Taizong A Imperatriz Zhangsun também provou ser uma assistente competente.